# 수에즈맥스

수에즈맥스(Suezmax)는 깊이가 20m인 수에즈 운하를 통과할 수 있는 선박의 최대 크기를 가리키는 말이다. 수에즈 운하에는 갑문이 없으며 처음에는 단지 흘수에 의해서만 한계가 정해졌다. 일본의 지원으로 수에즈 운하 대교가 건설되면서 높이에 따라서도 한계가 정해진다. 수에즈맥스보다 큰 선박을 케이프사이즈라고 하는데 희망봉과 아굴라스 곶으로 우회하거나 빙산을 거스르고 북극 항해로를 이용해야 한다.

## 같이 보기
- 파나맥스
- 말라카막스
- 큐맥스